# Vászon
A vászon egy len-, kender- vagy vékony pamutfonalból vászonkötéssel szőtt szövet.

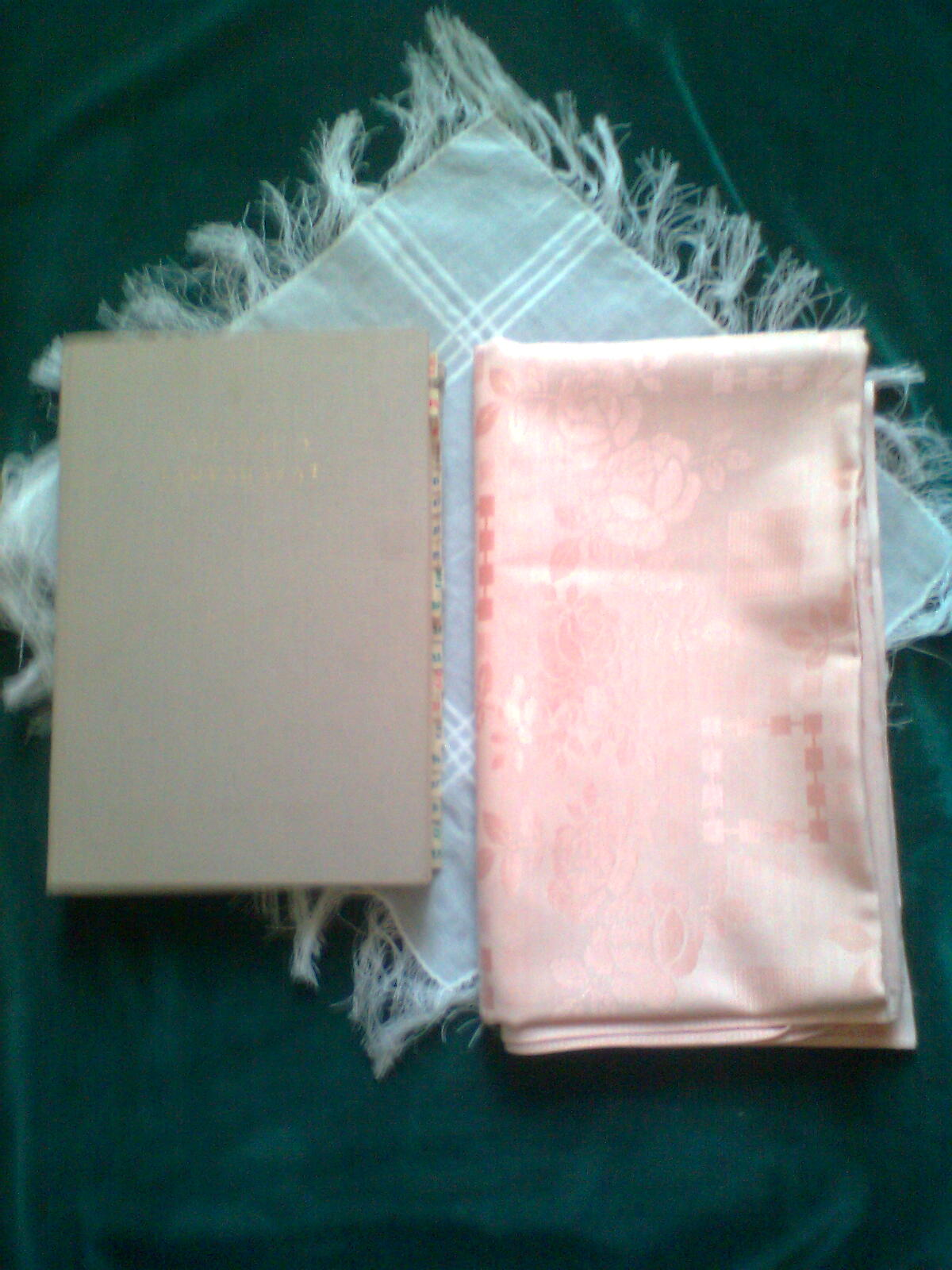
Vászonkötés

## Vászonkötés
A vászonkötés a szövés legegyszerűbb formája. A szövet vagy szőttes felnagyított képe ilyenkor derékszögben keresztezett fonalakat mutat. 

### Fajtái
- Egyszerű vászonkötés, amelyben minden egyes vetülékfonál áthalad minden egyes láncfonal alatt és felett váltakozva.
- Atlaszkötés, amelyben a vetülékfonál csak meghatározott számú (pl. négy vagy öt) sornál fut keresztül a láncfonalakon. A vászon felületén látszó, hosszú láncfonalrészek fényes mintázatot alkotnak. Ez a rész kényes, mert könnyen kihúzódhat a láncfonal. Az atlaszkötés egyik változata a damasztkötés, amellyel asztalterítőket, bútorszöveteket, magában mintás selymeket szőnek.
- Sávolykötés, amelyben jellegzetesen átlós vonalak láthatóak a vetülékfonál láncfonalon történő vezetése miatt.(Színes vetülékfonal alkalmazásával pl. halszálka mintát mutathat.)
- Bolyhos kötés (pl. bársony, plüss, kordbársony, velúr). Ennél az eljárásnál a vászon felületét felvágják (bolyhosítás).

### Vászonkötés a könyvvel kapcsolatban
- Könyv fedelének vászonból való bevonása (Könyvkötészet).
- Vászonkötéssel borított fedelű könyv (Könyvkereskedelemben).

## A vászon szó további jelentései

### Képzőművészetben
- Durva vagy finomabb fonalból (len v. kender) szőtt vászon darabja, amelyre képet lehet festeni: ún. festővászon.
- Vászonra festett kép.

### Filmművészetben
A nézőközönség előtt kifeszített anyag, amely általában vászonból készült, azaz filmvászon.

### Cipő- és felsőruházati iparban
- Olyan - általában bokáig vagy térdig érő - cipő, amelynek felsőrésze vászonból készült.
- Vászonkabát - olyan kabát, amely vászonból készült.

### Szólásban
Ő sem jobb a Deákné vásznánál. Értsed: Valaki nem jobb a többinél.

### Népies kifejezésben
- Vászoncseléd – értsd: nő.
- Vászonkorsó – értsd: mázatlan cserépkorsó.